# Andrzej Pałasz
Andrzej Ferdynand Pałasz (* 22. Juli 1960 in Zabrze, Polen), auch Andreas Pallasch, ist ein ehemaliger polnischer Fußballspieler.

## Vereinskarriere als Spieler
Andrzej Pałasz begann seine Karriere als Stürmer in Polen und spielte dort für Górnik Zabrze. Mit Górnik gewann er dreimal die polnische Meisterschaft.
1987 wechselte er in die deutsche Fußball-Bundesliga zu Hannover 96. Für Hannover bestritt er sein Bundesligadebüt am 1. August 1987 und spielte hier zwei erfolgreiche Saisons. Nach dem Abstieg der Hannoveraner 1989 wechselte er für drei Saisons zu Bursaspor in die Türkei. Nach seiner Zeit in der Türkei kehrte Andrzej Pałasz nach Deutschland zurück, um sich dort eine Existenz aufzubauen, und spielte noch eine Saison beim unterklassigen TSV Bayer Dormagen. 1993 beendete er dort seine aktive Fußballerkarriere. Er lebt seitdem in Dormagen. Mittlerweile hat er seinen Namen in Andreas Pallasch eindeutschen lassen.

## Nationalmannschaftskarriere als Spieler
Andrzej Pałasz bestritt 34 A-Länderspiele für die polnische Fußballnationalmannschaft und nahm an der Weltmeisterschaft 1982 und Weltmeisterschaft 1986 teil.

## Erfolge
- 3× polnischer Meister (1985, 1986, 1987)
- WM-Dritter (1982)
- 2× WM-Teilnahme (1982, 1986)

## Trivia
Nach dem Ende seiner Fußballkarriere betreibt Pałasz in Dormagen eine Sportsbar. Er führt auch eine Fußballschule, wo er einmal in der Woche mit behinderten Kindern in einer Sonderschule trainiert.